# Gmina Ellsworth (Ohio)
Gmina Ellsworth (ang. Ellsworth Township) – gmina w Stanach Zjednoczonych, w stanie Ohio, w hrabstwie Mahoning. W 2020 roku liczyła 2128 mieszkańców.

## Historia
Gmina Ellsworth została założona w 1810 roku. Ellsworth to nazwa "wybitnego obywatela stanu Connecticut".